# 158657 Célian
(158657) Célian, denumire internațională (158657) Celian, este un asteroid din centura principală de asteroizi.

## Descriere
158657 Célian este un asteroid din centura principală de asteroizi. A fost descoperit pe 4 martie 2003 la Saint-Véran de Observatorul din Saint-Véran. Asteroidul prezintă o orbită caracterizată de o semiaxă mare de 2,43 ua, o excentricitate de 0,14 și o înclinație de 3,3° în raport cu ecliptica.